# Karolinška umetnost
Karolinška umetnost izvira iz Frankovskega cesarstva v obdobju približno 120 let, od približno leta 780 do 900 - v času vladavine Karla Velikega in njegovih neposrednih dedičev - popularno znana kot karolinška renesansa. Umetnost je nastajala v in za dvorni krog ter skupino pomembnih samostanov pod cesarskim patronatom; preživetja zunaj tega očarljivega kroga kažejo občuten upad kakovosti izdelave in prefinjenosti oblikovanja. Umetnost je nastajala v več središčih v sedanji Franciji, Nemčiji, Avstriji, severni Italiji in Nizozemskih deželah in je preko kontinentalnih misijonskih središč dobila velik vpliv otoške umetnosti Britanskih otokov in številnih bizantinskih umetnikov, za katere se zdi, da so prebivali v karolinških središčih.
V Severni Evropi je bil prvič temeljit poskus oživljanja in posnemanja klasičnih sredozemskih umetniških oblik in slogov, kar je povzročilo mešanje klasičnih in severnih elementov v razkošnem in dostojanstvenem slogu, predvsem pa je na severu vzpostavilo zaupanje v predstavljanje človeške figure in postavila osnova za vzpon romanske umetnosti in sčasoma gotske umetnosti na Zahodu. Karolinška doba je del obdobja v srednjeveški umetnosti, ki se včasih imenuje 'predromanska'. Po precej kaotičnem intervalu po karolinškem obdobju je nova otonska rodbina oživila cesarsko umetnost okoli leta 950, nadgradila in nadaljevala razvijanje karolinškega sloga v otonski umetnosti.

## Pregled
Ko je ustanovil imperij, velik kot Bizantinsko cesarstvo in po velikosti konkuriral staremu zahodnemu rimskemu cesarstvu, se je moral karolinški dvor zavedati, da jim primanjkuje umetniškega sloga, ki bi ustrezal tem ali celo post-antični (ali 'sub-antique', kot ga je imenoval Ernst Kitzinger) umetnosti in se še vedno proizvaja v majhnih količinah v Rimu in nekaterih drugih središčih v Italiji, kar je Karel Veliki poznal iz svojih vojnih pohodov in kjer je bil leta 800 okronan za svetega rimskega cesarja v Rimu.
Kot simbolni predstavnik Rima si je prizadeval za obnovo (oživitev) rimske kulture in učenja na Zahodu ter je potreboval umetnost, ki je sposobna pripovedovati zgodbe in predstavljati figure z učinkom, ki ga okrasna germanska umetnost ne bi mogla.  Želel se je uveljaviti kot dedič velikih vladarjev preteklosti, posnemati in simbolično povezati umetniške dosežke zgodnjekrščanske in bizantinske kulture s svojimi.
Vendar je imel več kot zavestno željo po oživljanju starodavne rimske kulture. V času vladanja Karla Velikega je kontroverzni bizantinski ikonoklazem ločeval bizantinsko cesarstvo. Karl Veliki je podpiral dosledno zavrnitev zahodne cerkve, da sledi ikonoklazmu; Libri Carolini je pod svojim vodstvom nedvomno določil položaj svojega dvornega kroga. Brez zaviranja kulturnega spomina mediteranske poganske idolatrije je Karel Veliki predstavil prvo krščansko monumentalno religiozno skulpturo, pomemben precedens zahodne umetnosti.
Preživelo je razumno število karolinških iluminiranih rokopisov in manjših skulptur, večinoma iz slonovine, a veliko manj primerov kovinskih del, mozaikov in fresk ter drugih vrst del. Zlasti mnogi rokopisi so kopije ali reinterpretacije poznoantičnih ali bizantinskih modelov, ki so že skoraj izgubljeni, narava vpliva določenih modelov na posamezna karolinška dela pa ostaja trajna tema v umetnostni zgodovini. Poleg teh vplivov je ekstravagantna energija otoške umetnosti dodala določen okus karolinškemu delu, ki je včasih uporabljal preplet in previdneje sledila otoški svobodi, da bi se okras lahko širil okoli in v besedilo na strani rokopisa.
S koncem leta 900 karolinške vladavine je za približno tri generacije v cesarstvu močno upadla kakovostna umetniška produkcija. S poznejšim 10. stoletjem, z reformnim gibanjem Clunyja in oživljenim duhom za idejo cesarstva se je umetniška produkcija začela znova. Novi predromanski slogi so se v Nemčiji pojavili z otonsko umetnostjo naslednje stabilne rodbine, v Angliji s pozno anglosaško umetnostjo, potem ko so grožnjo s strani Vikingov odstranili in v Španiji.

## Iluminirani rokopisi
Najštevilčnejša ohranjena dela karolinške renesanse so iluminirani rokopisi. Preživelo je več luksuznih rokopisov, večinoma evangeliarijev, okrašenih z razmeroma majhnim številom miniatur na celotni strani, pogosto vključno s portreti evangelista in razkošnimi kanonskimi tabelami, ki sledijo precedensu otoške umetnosti Britanije in Irske. Pripovedne podobe in zlasti cikli so redkejši, vendar jih obstaja veliko, večinoma iz Stare zaveze, zlasti iz Geneze; novozavezne prizore pogosteje najdemo na reliefih iz slonovine na platnicah.  Sprejete so bile velike in močno okrašene začetnice otoške umetnosti, zgodovinopisni začetniki pa so se nadalje razvijali, majhni pripovedni prizori pa so bili prvič vidni proti koncu obdobja, zlasti v Drogovem zakramentariju. Luksuzni rokopisi so dobili razkošne platnice z dragulji, postavljenimi v zlato in izrezljane iz slonovine in tako kot v otoški umetnosti, so se prestižni predmeti hranili v cerkvi ali zakladnici. Drugačen je bil razred predmetov delovnih rokopisov, ki so se hranili v knjižnici, kjer so morda okrašene le nekatere začetnice in na nekaj mestih dodane risbe. Na vijolični pergament (Codex Purpureus) je bilo napisanih nekaj največjih cesarskih rokopisov. Bernski Physiologus (Bern, Burgerbibliothek, Codex Bongarsianus 318, je iluminirana kopija latinskega prevoda Physiologusa iz 9. stoletja; verjetno je bil izdelan v Reimsu okoli 825-850) je sorazmerno redek primer posvetnega rokopisa, ki je ponazorjen s popolnoma naslikanimi miniaturami, ki leži med tema dvema razredoma in je morda izdelan za zasebno knjižnico pomembnega posameznika, kakršen je bil tudi Vatikanski Terence (Codex Vaticanus Latinus 3868’’). Utrechtski Psalter stoji samostojno kot zelo ilustrirana knjižnična različica psalmov in skoraj zagotovo prepisana iz veliko starejšega rokopisa
Druga liturgična dela so včasih nastajala v luksuznih rokopisih, kot so zakramentariji, vendar nobena karolinška Biblija ni tako okrašena kot poznoantični primeri, ki so ohranjeni v drobcih. Učne knjige, kot so teološka, zgodovinska, literarna in znanstvena dela starodavnih avtorjev, so bile kopirane in na splošno le ponazorjene s črnilom, če sploh. Kronografija 354 je bil pozno rimski rokopis, ki je bil očitno kopiran v karolinškem obdobju, čeprav se zdi, da je bil ta izvod izgubljen v 17. stoletju.

### Centri iluminacije
Domnevajo, da so karolinški rokopisi v veliki meri ali v celoti izdelali kleriki v nekaj delavnicah po karolinškem cesarstvu, vsaka s svojim slogom, ki se je razvil na podlagi umetnikov in vplivov določene lokacije in časa.  Rokopisi imajo pogosto napise, ne nujno sodobne glede tega, kdo jih je naročil in v katero cerkev ali samostan so jih dobili, le malo je datumov ali imen in krajev tistih, ki so jih izdelali. Preživeli rokopisi so bili dodeljeni in pogosto prerazporejeni v delavnice znanstvenikov in polemike, ki so spremljale te procese, so v veliki meri zamrle. Najzgodnejša delavnica je bila dvorna šola Karla Velikega; nato rheimski slog, ki je postal najvplivnejši v karolinškem obdobju, touronski slog, Drogojev slog in končno dvorna šola Karla Plešastega. To so glavna središča, obstajajo pa še druga, za katera so značilna umetniška dela, ki so jih tam ustvarjali.
Dvorna0 šola Karla Velikega (znana tudi kot šola Ada) je izdelala najzgodnejše rokopise, vključno: Godescalcov evangeliarij (781–783), Lorški evangeliarij (Codex Aureus iz Lorscha) (778–820), Ada evangeliarij, Soissonov evangeliarij, Harleyev zlati evangeliarij (800–820) in Dunajskih evangeliarij za kronanje; običajno je priznanih deset rokopisov. Rokopisi dvorne šole so bili okrašeni in osupljivi ter spominjajo na slonovino in mozaike iz 6. stoletja iz Ravene v Italiji. Bili so najstarejši karolinški rokopisi in sprožili preporod rimskega klasicizma, vendar so še vedno ohranili tradicijo umetnosti obdobja preseljevanja ljudstev (merovinško in otoško) v svoji osnovi linearni predstavitvi, brez skrbi za obseg in prostorske odnose.
V zgodnjem 9. stoletju je nadškof Ebo iz Rheimsa v Hautvillersu (blizu Rheimsa) zbral umetnike in preoblikoval karolinško umetnost v nekaj povsem novega. Ebbova evangeliarijska knjiga (816–835) je bila naslikana s hitrimi, svežimi in živahnimi potezami čopiča, ki so navdih in energijo vzbujali v klasičnih sredozemskih oblikah. Druge knjige, povezane s šolo v Rheimsu, vključujejo Utrechtski psalter, ki je bil morda najpomembnejši od vseh karolinških rokopisov, in Bernski Physiologus, najstarejšo latinsko izdajo krščanskega alegoričnega besedila o živalih. Izrazite animacije šole iz Rheimsa, zlasti psalterja iz Utrechta s svojimi naravoslovnimi ekspresivnimi figuričnimi risbami, so vplivale na umetnost severne srednjeveške umetnosti, ki bi ji sledila v obdobje romanike.
Drug slog se je razvil v samostanu svetega Martina iz Toursa, v katerem so bile upodobljene velike biblije na osnovi poznoantičnih biblijskih ilustracij. Nastale so tri velike tourske biblije, zadnji in najboljši primer je bil narejen okoli leta 845/846 za Karla Plešastega, imenovana Vivianova biblija. Šola v Toursu je bila zaradi invazije Normanov leta 853 prekinjena, njen slog pa je že pustil trajen pečat na drugih središčih v Karolinškem cesarstvu.
Škofija v Metzu je bila drugo središče karolinške umetnosti. Med letoma 850 in 855 je bil za škofa Droga narejen zakramentarij, imenovan Drogov zakramentarij. Iluminirane okrašene velike začetnice naj bi vplivale na romansko obdobje in so bile harmonična zveza klasičnega črkovanja s figuralnimi prizori.
V drugi polovici 9. stoletja so se tradicije prve polovice nadaljevale. Za Karla Plešastega je bilo narejenih veliko bogato okrašenih biblij, ki so združevale oblike pozne antike s slogi, razvitimi v Rheimsu in Toursu. V tem času se je na severu Francije pojavil franko-saški slog, ki je vključeval irsko-saški preplet in bi v naslednjem stoletju presegel vse druge karolinške sloge.
Karel Plešasti je tako kot njegov dedek ustanovil tudi dvorno šolo. Njena lokacija je negotova, vendar ji je pripisanih več rokopisov, zadnji in najbolj spektakularen pa je bil Codex Aureus  svetega Emmerama (870). Vseboval je tourske in rheimske elemente, vendar se zlival s slogom, ki je dvorno šplo Karla Velikega odlikoval bolj formalne rokopise.
S smrtjo Karla Plešastega se je pokroviteljstvo rokopisov zmanjšalo, kar je pomenilo začetek konca, vendar se je delo še nekaj časa nadaljevalo. Samostan Sankt Gallen je ustvaril Folhardov psalter (872) in Zlati psalter (883). Ta galski slog je bil edinstven, vendar mu je manjkalo ravni tehničnega obvladovanja v drugih regijah.

## Kipi in kovinski predmeti
Luksuzni karolinški rokopisi naj bi imeli draguljasko narejene platnice - platnice okrašene s plemenitimi kovinami z dragulji okoli osrednje izrezljane slonovine, ki so jih čez čas podarili. Le nekaj takšnih ovitkov je preživelo nedotaknjenih, vendar so mnoge rezbarije iz slonovine ohranjene samostojno, ker so bile platnice razstavljene na razne materiale. Tematika so bili pogosto verski prizori v vertikalnih odsekih, ki večinoma izhajajo iz poznoantičnih slik in gravur, prav tako z bolj hieratičnimi podobami, ki izhajajo iz konzulskih diptihov in druge cesarske umetnosti, kot so sprednja in zadnja platnica Lorškega evangeliarija, ki prilagajajo cesarsko zmagoslavje iz 6. stoletja na zmagoslavje Kristusa in Device.
Pomembni karolinški primeri zlatarskega dela vključujejo zgornjo platnico Lindauskega evangeliarija, platnica Codex Aureus sv. Emmerama, ki jo lahko natančno datiramo v leto 870 in je verjetno izdelek iste delavnice, čeprav obstajajo razlike v slogu. Ta delavnica je povezana s svetim rimskim cesarjem Karlom II. in jo pogosto imenujejo 'palačna šola'. Njena lokacija (če bi imela fiksno lokacijo) ostaja negotova in se o njej veliko razpravlja, vendar je opatija Saint-Denis zunaj Pariza ena vodilnih možnosti.  Arnulfov Ciborium (miniaturni arhitekturni ciborij in ne posoda za hostije), ki je zdaj v münchenski Residenz, je tretje večje delo v skupini, Vsi trije imajo fine reliefne figure v repoussé zlatu. Drugo delo, povezano z delavnico, je okvir starinskega serpentinastega krožnika v Louvru.  Nekateri znanstveniki  po navadi združijo Lindauski evangeliarij in Arnulfov ciborij v tesnejšo povezavo med seboj kot Codex Aureus.
Karel Veliki je oživil obsežno ulivanje iz brona, ko je v Aachnu ustvaril livarno, ki je ulila vrata njegove palačne kapele, v imitaciji rimskih modelov. Kapela je imela tudi zdaj izgubljeno razpelo v naravni velikosti s figuro Kristusa v zlatu, prvo znano delo te vrste, ki naj bi postalo tako pomembna značilnost srednjeveške cerkvene umetnosti. Verjetno je bila lesena figura mehansko pozlačena, kot pri otonski Zlati Mariji iz Essna.
Eden najlepših primerov dela karolinških zlatarjev je Zlati oltar (824–859), antependij, v baziliki Sant'Ambrogio v Milanu. Štiri strani oltarja so okrašene s podobami v zlatem in srebrnem repoussé, uokvirjeni z robovi filigrana, dragih kamnov in emajla.
Lotarinški kristal iz sredine 9. stoletja je eden največjih iz skupine približno 20 graviranih kosov kamene strele, ki so ohranjeni; ta kaže veliko število figur v več prizorih, ki prikazujejo nenavaden predmet zgodbe o Suzani.

## Mozaiki in freske
Viri dokazujejo obilnost stenskih poslikav, ki jih vidimo v cerkvah in palačah, od katerih večina ni ohranjena. Zapisi z napisi kažejo, da je bila njihova tema predvsem religiozna.
Mozaiki, nameščeni v palatinski kapeli Karla Velikega, so prikazovali ustoličenega Kristusa, ki ga častijo simboli evangelistov in štiriindvajset starešin iz Apokalipse. Ta mozaik ne obstaja več, vendar je v apsidi oratorija v Germigny-des-Prés (806), ki prikazuje Skrinjo zaveze, ki jo častijo angeli, odkrita leta 1820 pod ometom.
Vila, kateri je bil priložen oratorij, je pripadala ključnemu sodelavcu Karla Velikega, škofu Theodulfu iz Orléansa. Uničena je bila pozneje v stoletju, imela pa je freske Sedem svobodnih umetnosti, štirih letnih časov ter Mappa mundi. Vemo iz pisnih virov o drugih freskah v cerkvah in palačah, ki so skoraj vse popolnoma izgubljene. Aachenska palača Karla Velikega je vsebovala stensko sliko Liberalna umetnost, pa tudi pripovedne prizore iz njegove vojne v Španiji. Palača Ludvika Pobožnega v Ingelheimu je vsebovala zgodovinske podobe od antike do Karla Velikega, palačna cerkev pa je tipološke prizore Stare in Nove zaveze, ki so medsebojno primerjani.
Razdrobljene slike so preživele v Auxerre, Koblenzu, Lorschu, Kölnu, Fuldi, Corveyu, Trierju, Val Müstair, Malsu, Naturnsu, Čedadu, Bresciji in Milanu.

## Spolia
Spolia je latinski izraz za 'plen' in se uporablja za označevanje jemanja ali prisvojitve starodavnih monumentalnih ali drugih umetniških del za nove namene ali lokacije. Vemo, da so v tem obdobju iz Rima proti severu prinesli veliko marmorja in stebrov.
Morda je najbolj znan primer karolinške spolije zgodba o konjeniškem kipu. V Rimu je Karel Veliki v Lateranski palači videl konjeniški kip Marka Avrelija. To je bil edini preživeli kip predkrščanskega rimskega cesarja, ker se je takrat zmotno mislilo, da je Konstantin in zato zelo dobro pristajal – Karel Veliki je tako iz Ravene prinesel konjeniški kip, za katerega je verjel, da je Teoderik Veliki, v Aachen, da bi se ujemal s kipom Konstantina v Rimu.
Antične geme so bile ponovno uporabljene v različnih okoljih, ne da bi pri tem upoštevali prvotno ikonografijo.